# Heinrich Krahmer
Johann Heinrich Krahmer (* 23. Februar 1782 in Berlin; † 16. Oktober 1843 ebd.) war ein deutscher Architekt und Baubeamter.

## Leben
Heinrich Krahmer wurde als Sohn des preußischen Kriegsrats Christian Andreas Krahmer (1739–1812) und dessen Ehefrau Sophie Elisabeth geb. Kiliani (1746–1818) geboren. Seine Geschwister waren der preußische Amtsrat und Gutspächter, Wilhelm David Friedrich (1776–1844), der Regierungsrat Wilhelm (1778–1837) und Charlotte (1788–1870). 
Unter Heinrich Gentz war er 1802/03 am Schlossbau in Weimar beteiligt, war von Februar bis Juni 1805 am Oberbaudepartement beschäftigt und wurde 1805, nach seiner Entlassung aus dem Oberhofbauamt, als Baukondukteur bei der Oberbaudeputation angestellt. 1806 wurde er zur Übernahme der Aufsicht der im Amt Hunnesrück auszuführenden Bauten beurlaubt. Nach der Reorganisation der Oberbaudeputation wurde er im Februar 1810 entlassen, erhielt aber im Oktober d. J. eine Anstellung als Baukondukteur bei der Ministerial-Baukommission in Berlin und wurde dort 1816 als Bauinspektor beschäftigt. Ab 4. Juni 1818 war er mit dem Titel eines Baurats angestellt. An der Bauakademie unterrichtete er 1821/22 Strom-, Deich- und Brückenbau. Nach der Rückkehr von einer Italienreise 1829, war er in der Baukommission zuständig für die Angelegenheiten des königlichen Theaters. Seine Entwürfe für den Innenausbau des Opernhauses wurden allerdings nicht ausgeführt. Krahmer stand stets im Schatten Karl Friedrich Schinkels, für den er zahlreiche kleine Bauten leitete, ohne größere  eigene Werke zu hinterlassen. Meist fielen seine Entwürfe Schinkels Gegenentwürfe zum Opfer. Im Juni 1842 erfolgte noch die  Ernennung zum Regierungs- und Baurat und technischen Mitglied der Ministerialbaukommission.

## Bauten in Berlin
- 1816–1818: Büchsenmacherei am Kupfergraben, nach Entwurf von K. F. Schinkel
- 1821: Gärtnerhaus Tiergartenstraße 2
- 1823: Bauleitung Potsdamer Tor, nach Entwurf von K. F. Schinkel
- 1825–1826: Fasanenmeisterhaus im Tiergarten, nach Entwurf von K. F. Schinkel
- 1834–1836: Bauleitung Neues Tor und Akzisemauer,[3] nach Entwurf von K. F. Schinkel
- 1838: Theatermagazin Französische Straße 30[4] und 31[5]
- 1838/39: Pfarrhaus der Paulskirche in Gesundbrunnen, nach Entwurf der Oberbaudeputation
- 1840/41: Bauleitung beim Umbau der Königlichen Bibliothek am Opernplatz, nach Entwurf von K. F. Schinkel